# Бомбардировка Дрездена

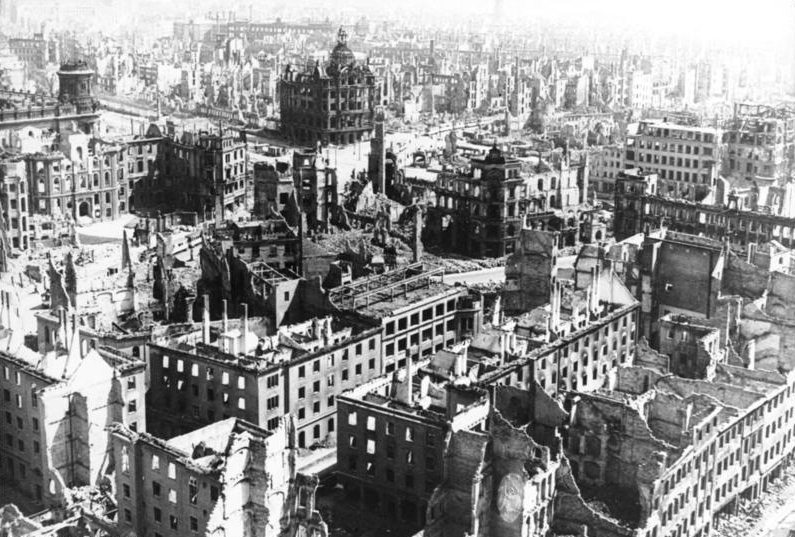
Разрушенный Дрезден. Фото из немецких архивов, 1945 год

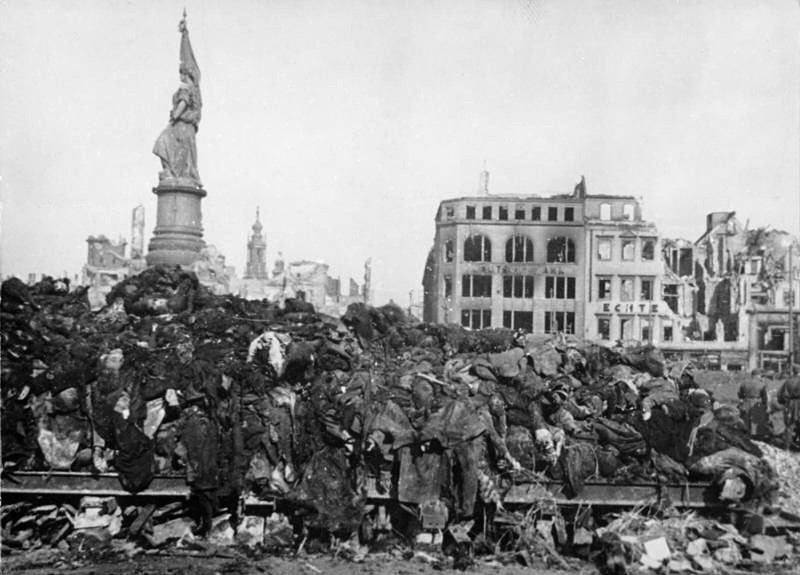
Обгоревшие трупы погибших жителей. Фото из немецких архивов, февраль 1945 года

Бомбардировки Дрездена (англ. Bombing of Dresden) — бомбардировки 13—15 февраля 1945 года, осуществленные британской и американской авиацией на завершающем этапе Второй мировой войны в Европе. 
В результате бомбардировок около четверти промышленных предприятий города и около половины остальных зданий (городская инфраструктура и жилые дома) было уничтожено или серьёзно повреждено. По утверждениям американских ВВС, на несколько недель было парализовано движение транспорта через город. В 2008 году комиссия немецких историков, работавших по заказу города Дрезден, оценила количество погибших от 18 до 25 тысяч человек. 17 марта 2010 года был представлен официальный отчёт комиссии, работавшей с 2004 года. Согласно отчёту, в результате бомбардировки Дрездена англо-американской авиацией в феврале 1945 года погибли 25 тысяч человек. Официальный доклад комиссии был выложен в открытый доступ в Интернет.
Вопрос о том, была ли бомбардировка Дрездена вызвана военной необходимостью, до сих пор вызывает споры. С советской стороной были согласованы бомбёжки Берлина и Лейпцига; по объяснению англо-американских союзников, Дрезден как важный транспортный центр бомбился ими с целью сделать невозможным движение транспорта в обход этих городов. По мнению американских ВВС, проводивших бомбардировку, значение вывода из строя транспортных узлов Берлина, Лейпцига и Дрездена подтверждается тем, что именно под Лейпцигом, в Торгау, 25 апреля встретились передовые части советских и американских войск, разрезав территорию нацистской Германии надвое. Другие исследователи называют бомбардировку неоправданной, считая, что Дрезден имел низкое военное значение, а задействованные в налётах силы были крайне непропорциональны ожидаемым военным результатам. По мнению ряда историков, бомбардировка Дрездена и других немецких городов, отходящих к советской зоне влияния, преследовала своими целями не оказание помощи советским войскам, а исключительно политические цели: демонстрация военной мощи для устрашения советского руководства в связи с планировавшейся операцией «Немыслимое». По мнению историка Джона Фуллера, для блокирования коммуникаций было достаточно непрерывно бомбить выходы из города, вместо того чтобы бомбардировать сам Дрезден.
Бомбардировка Дрездена была использована нацистской Германией в пропагандистских целях, при этом количество погибших было завышено Геббельсом до 200 тысяч человек, а сама бомбардировка представлялась абсолютно неоправданной. В СССР была принята оценка жертв в 135 тысяч человек.

## Причины
16 декабря 1944 года немецкие войска на Западном фронте начали наступление в Арденнах, целью которого был разгром англо-американских сил в Бельгии и Нидерландах и высвобождение немецких частей для Восточного фронта. Всего за 8 суток наступление вермахта в Арденнах как стратегическая операция закончилось полным провалом. К 24 декабря немецкие войска продвинулись на 90 км, но их наступление выдохлось, не достигнув реки Маас, когда американские войска перешли в контрнаступление, атаковали с флангов и остановили наступление немцев. Вермахт, потерпевший поражение в Арденнах, окончательно потерял стратегическую инициативу на Западном фронте и начал отступать. Чтобы облегчить своё отступление 1 января 1945 года, немцы перешли в локальное контрнаступление, проводимое небольшими силами на этот раз в Страсбурге в районе Эльзаса с целью отвлечения сил противника. Эти локальные контратаки уже не могли изменить стратегической обстановки на Западном фронте, к тому же вермахт испытывал критическую нехватку топлива, вызванную стратегическими бомбардировками вражеской авиации, которые разрушали германскую нефтеперерабатывающую промышленность. К началу января 1945 года положение вермахта на Западном фронте, особенно в Арденнах, стало безнадёжным.
12—13 января Красная армия развернула наступление в Польше и Восточной Пруссии. 25 января в новом отчёте английская разведка отметила, что «успех текущего русского наступления видимо окажет решающее влияние на длительность войны. Считаем целесообразным срочно рассмотреть вопрос о помощи, которую может оказать русским стратегическая авиация Великобритании и США в течение следующих нескольких недель». Вечером того же дня Уинстон Черчилль, ознакомившись с докладом, адресовал министру ВВС Арчибальду Синклеру депешу, спрашивая, что можно сделать, чтобы «как следует отделать немцев при их отступлении из Бреслау» (в 200 км к востоку от Дрездена).
26 января Синклер в своём ответе отметил, что «наилучшим использованием стратегической авиации представляются бомбёжки немецких заводов по производству нефти; отступающие из Бреслау немецкие части надо бомбить прифронтовой авиацией (с малых высот), а не стратегической (с больших)»; отметив, однако, что «при благоприятных погодных условиях можно рассмотреть бомбёжки крупных городов восточной Германии, таких как Лейпциг, Дрезден и Хемниц». Черчилль выразил неудовольствие сдержанным тоном ответа и потребовал рассмотреть возможность бомбардировок Берлина и других крупных городов восточной Германии. Пожелание Черчилля о выработке конкретных планов ударов по городам восточной Германии Синклер перенаправил начальнику штаба ВВС Чарльзу Порталу, который в свою очередь перенаправил его своему заместителю Норману Боттомли (англ. Norman Bottomley).
27 января Боттомли направил начальнику бомбардировочного командования Королевских ВВС Артуру Харрису приказ о нанесении бомбовых ударов по Берлину, Дрездену, Лейпцигу, Хемницу, как только позволят погодные условия. Синклер отрапортовал Черчиллю о принятых мерах, отметив что «внезапная массированная бомбардировка не только внесёт беспорядок в эвакуацию с востока, но и затруднит переброску войск с запада». 28 января Черчилль, ознакомившись с ответом Синклера, не высказал новых комментариев.
4 февраля, в первый день Ялтинской конференции, первый заместитель начальника советского Генштаба генерал А. И. Антонов поднял на конференции вопрос о необходимости затруднить переброску немецких войск на восточный фронт путём нанесения воздушных ударов по Берлину и Лейпцигу. Чарльз Портал, также находившийся в Ялте, запросил Боттомли направить ему список целей, который следовало обсудить с СССР. Направленный Боттомли список включал нефтеперерабатывающие, танковые и авиационные заводы, а также Берлин и Дрезден. Однако, в официальных документах упоминания о Дрездене советской стороной нет, поэтому исследователи относят заявления о том, что СССР якобы требовал бомбардировки Дрездена, к пропаганде времён Холодной войны.
8 февраля Верховная ставка экспедиционных сил союзников в Европе известила ВВС Великобритании и США, что Дрезден включён в список целей для нанесения бомбовых ударов. В тот же день военная миссия США в Москве направила официальное уведомление советской стороне о включении Дрездена в список целей.
Меморандум Королевских ВВС, с которым английские пилоты были ознакомлены в ночь перед атакой (13 февраля), сообщал, что:
Дрезден, 7-й по размеру город Германии… на настоящий момент крупнейший район противника, всё ещё не подвергавшийся бомбёжкам. В середине зимы, с потоками беженцев, направляющимися на запад, и войсками, которые где-то должны быть расквартированы, жилые помещения в дефиците, поскольку требуется не только разместить рабочих, беженцев и войска, но и правительственные учреждения, эвакуированные из других районов. В своё время широко известный своим производством фарфора, Дрезден развился в крупный промышленный центр… Целью атаки является нанести удар противнику там, где он почувствует его сильнее всего, позади частично рухнувшего фронта… и заодно показать русским, когда они прибудут в город, на что способны Королевские ВВС.

## Ход бомбардировок
Тоннаж бомб, сброшенных англо-американскими ВВС на 7 крупнейших городов Германии, включая Дрезден, приведён в таблице ниже.
| Город   | Население в 1939 | Сброшено бомб, тонн |
| ------- | ---------------- | ------------------- |
| Берлин  | 4 339 000        | 67 608              |
| Гамбург | 1 129 000        | 38 688              |
| Мюнхен  | 841 000          | 27 111              |
| Кёльн   | 772 000          | 44 923              |
| Лейпциг | 707 000          | 11 616              |
| Эссен   | 667 000          | 37 938              |
| Дрезден | 642 000          | 7101                |

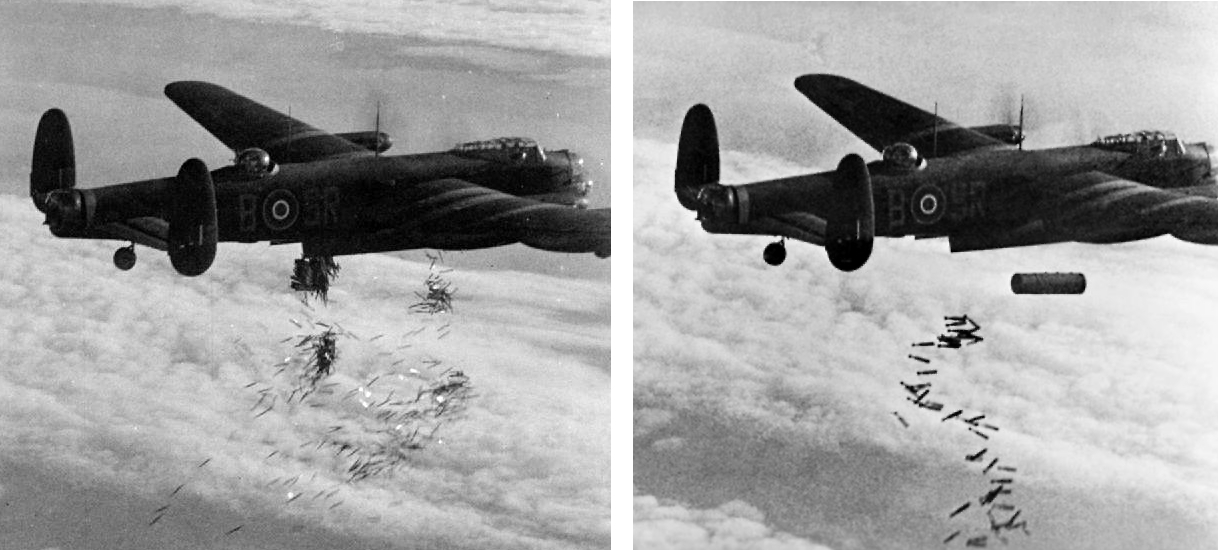
Англичане сбрасывают бомбу «Блокбастер» (Ланкастер справа) на жилой район Дуйсбурга,
14 октября 1944

Более того, как показывает таблица ниже, к февралю 1945 года город практически не бомбился.
| Дата       | Цель                  | Кто проводил    | Участвовало самолётов | Тоннаж сброшенных бомб | Тоннаж сброшенных бомб | Тоннаж сброшенных бомб |
| Дата       | Цель                  | Кто проводил    | Участвовало самолётов | Фугасных               | Зажигательных          | Итого                  |
| ---------- | --------------------- | --------------- | --------------------- | ---------------------- | ---------------------- | ---------------------- |
| 07.10.1944 | Сортировочная станция | ВВС армии США   | 30                    | 72,5                   |                        | 72,5                   |
| 16.01.1945 | Сортировочная станция | ВВС армии США   | 133                   | 279,8                  | 41,6                   | 321,4                  |
| 14.02.1945 | По городским площадям | Королевские ВВС | 772                   | 1477,7                 | 1181,6                 | 2659,3                 |
| 14.02.1945 | Сортировочная станция | ВВС армии США   | 316                   | 487,7                  | 294,3                  | 782,0                  |
| 15.02.1945 | Сортировочная станция | ВВС армии США   | 211                   | 465,6                  |                        | 465,6                  |
| 02.03.1945 | Сортировочная станция | ВВС армии США   | 406                   | 940,3                  | 140,5                  | 1080,8                 |
| 17.04.1945 | Сортировочная станция | ВВС армии США   | 572                   | 1526,4                 | 164,5                  | 1690,9                 |
| 17.04.1945 | Промзоны              | ВВС армии США   | 8                     | 28,0                   |                        | 28,0                   |

Операция должна была начаться с авианалёта 8-й воздушной армии ВВС США 13 февраля, однако плохие погодные условия над Европой помешали участию американских самолётов. В связи с этим первый удар нанесли самолёты британской авиации.
Вечером 13 февраля 796 самолётов Avro Lancaster и 9 De Havilland Mosquito вылетели двумя волнами и сбросили 1478 тонн фугасных и 1182 тонны зажигательных бомб. Первая атака была проведена 5-й группой Королевских ВВС, которая использовала собственные методы наведения и тактику. Самолёты наведения пометили стадион Ostragehege как исходную точку. Все бомбардировщики проходили через эту точку, расходясь веером по заранее установленным траекториям и сбрасывая бомбы через определённое время. Первые бомбы были сброшены в 22:14 по центральноевропейскому времени всеми бомбардировщиками, кроме одного, который сбросил бомбы в 22:22. В этот момент облака закрывали землю, и атака, во время которой 244 «Ланкастера» сбросили 800 тонн бомб, имела умеренный успех. Зона, подвергнутая бомбардировкам, имела вееровидную форму длиной в 1,25 мили и 1,3 мили шириной.
Спустя три часа состоялась вторая атака, проведённая 1, 3, 5 и 8-й группами британских ВВС, последняя обеспечивала наводку стандартными методами. Погода к тому времени улучшилась, и 529 «Ланкастеров» сбросили 1800 тонн бомб между 01:21 и 01:45.
14 февраля с 12:17 до 12:30 311 американских бомбардировщиков Boeing B-17 Flying Fortress сбросили 771 тонну бомб, имея в качестве цели железнодорожные парки. В тот же день часть бомбардировщиков, направлявшихся к Дрездену, но сбившихся с курса, бомбила Прагу. 15 февраля американская авиация сбросила 466 тонн бомб. Часть американских истребителей P-51 получила приказ атаковать движущиеся по дорогам цели, чтобы увеличить хаос и разрушения на важной транспортной сети региона. Есть данные, что спасающиеся от огня мирные жители были атакованы американскими истребителями. Историк Гёц Бергандер оспаривает достоверность этих сообщений. Во время рейда американских ВВС происходили воздушные бои между истребителями прикрытия и немецкими самолётами. Не исключено, что некоторые из них могли быть приняты за атаки на мирных жителей.
После этого американские ВВС провели ещё две бомбардировки. 2 марта 406 бомбардировщиков B-17 сбросили 940 тонн фугасных и 141 тонну зажигательных бомб. 17 апреля 580 бомбардировщиков B-17 сбросили 1554 тонны фугасных и 165 тонн зажигательных бомб.
Бомбардировки осуществлялись по принятым в то время методам: сначала сбрасывались фугасные бомбы, чтобы разрушить крыши и обнажить деревянные конструкции зданий, затем — зажигательные бомбы, и снова — фугасные для затруднения работы противопожарных служб. В результате бомбардировок образовался огненный шторм, температура в котором достигала 1500 °C.

## Разрушения и жертвы

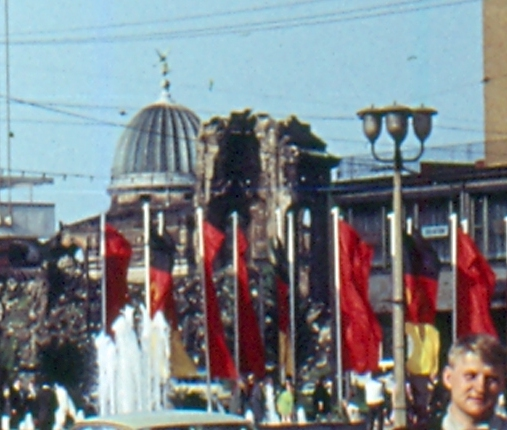
Руины Фрауэнкирхе, сохранённые как памятник жертвам бомбардировки, 1969 год.

Согласно отчёту дрезденской полиции, составленному вскоре после налётов, в городе сгорело 12 тысяч зданий. В отчёте сообщалось, что было разрушено «24 банка, 26 зданий страховых компаний, 31 торговая лавка, 6470 магазинов, 640 складов, 256 торговых залов, 31 гостиница, 26 трактиров, 63 административных здания, 3 театра, 18 кинотеатров, 11 церквей, 60 часовен, 50 культурно-исторических зданий, 19 больниц (включая вспомогательные и частные клиники), 39 школ, 5 консульств, 1 зоологический сад, 1 водопроводная станция, 1 железнодорожное депо, 19 почтамтов, 4 трамвайных депо, 19 судов и барж». Кроме того, сообщалось об уничтожении военных целей: командный пункт во дворце Taschenberg, 19 военных госпиталей и множество менее значительных зданий военных служб. Получили ущерб почти 200 заводов, из них 136 понесли серьёзный ущерб (включая несколько предприятий Zeiss по производству оптики), 28 — средний ущерб и 35 — небольшой.
В документах американских ВВС говорится: «Британские оценки… содержат вывод, что было серьёзно повреждено 23 % промышленных зданий и 56 % непромышленных зданий (не считая жилых). Из общего числа жилых зданий 78 тысяч считаются разрушенными, 27,7 тысяч считаются непригодными для жилья, но поддающимися ремонту, 64,5 тысяч — получившими небольшие повреждения и поддающимися ремонту. Эта более поздняя оценка показывает, что 80 % городских зданий подверглись разрушениям различной степени и 50 % жилых зданий было уничтожено или серьёзно повреждено», «в результате налётов по железнодорожной инфраструктуре города был нанесён тяжёлый ущерб, что полностью парализовало коммуникации», «железнодорожные мосты через реку Эльба — жизненно важные для переброски войск — оставались недоступными для движения в течение нескольких недель после налёта».
Точное число погибших неизвестно. Оценки трудно произвести в связи с тем, что население города, в 1939 году насчитывавшее 642 тысячи человек, в момент налётов увеличилось в связи с прибытием не менее 200 тысяч беженцев и нескольких тысяч солдат. Судьба некоторых беженцев неизвестна, потому что они могли обгореть до неузнаваемости или покинуть город, не поставив в известность власти.
В настоящее время ряд историков оценивает число жертв в интервале 25-30 тысяч человек. По мнению американских ВВС, из этих оценок явствовало бы, что потери во время дрезденских бомбардировок подобны потерям во время бомбардировок других немецких городов. Более высокие цифры сообщали другие источники, достоверность которых подвергалась сомнению.
Хронология утверждений разных источников о количестве погибших приведена ниже.
В феврале 1945 года Министерство народного просвещения и пропаганды Геббельса распространило информацию о том, что число погибших составило от 100 до 200 тысяч человек, причём ближе к 200 тысячам.
22 марта 1945 года муниципальные власти Дрездена выпустили официальный отчёт Tagesbefehl no. 47 (также известный как ТВ-47), согласно которому количество учтённых к этой дате погибших составило 20 204, а общее количество погибших в ходе бомбардировки составляло около 25 тысяч человек.
В 1953 году в труде немецких авторов «Итоги Второй мировой войны» генерал-майор пожарной службы Ганс Румпф писал: «Количество жертв в Дрездене подсчитать невозможно. По данным Госдепартамента, в этом городе погибло 250 тыс. жителей, однако действительная цифра потерь, конечно, гораздо меньше; но даже 60-100 тыс. человек гражданского населения, погибших в огне за одну только ночь, с трудом укладываются в человеческом сознании».
В 1963 году в книге Дэвида Ирвинга «Разрушение Дрездена» говорилось о 135 тысячах погибших; эта цифра использовалась и в предисловии к книге, написанном британским маршалом авиации Робертом Сондби.
В 1964 году генерал-лейтенант ВВС США Айра Икер оценил число жертв в 135 тысяч погибших.
В 1970 году американский журнал Time оценил число жертв от 35 до 135 тысяч человек.
В 1977 году в Советской военной энциклопедии было приведено число погибших в 135 тысяч человек.
В 2000 году, согласно решению британского суда, приведённые Ирвингом цифры количества погибших в бомбёжке Дрездена (135 тысяч человек) были названы необоснованно завышенными. Судья не нашёл оснований сомневаться в том, что число погибших отличается от указанных в официальных немецких документах 25 — 30 тысяч человек.
В 2005 году в статье на официальном сайте британских ВВС было отмечено, что по принятым оценкам количество погибших было не менее 40 тысяч человек, а возможно превысило 50 тысяч.
В 2005 году Би-би-си приводило число жертв в 130 тысяч человек, в 2007 — 35 тысяч человек.
В энциклопедиях «Колумбия» и Encarta приводятся данные о числе погибших от 35 тысяч до 135 тысяч человек.
В 2006 году российский историк Борис Соколов отмечал, что число погибших в результате бомбардировки Дрездена союзной авиацией в феврале 1945 года колеблется от 25 тыс. до 250 тыс. человек. В том же году в книге российского журналиста А. Алябьева отмечалось, что количество погибших, согласно разным источникам, составило от 60 до 245 тысяч человек.
В 2008 году комиссия из 13 немецких историков, работавших по заказу города Дрезден, оценила количество погибших в диапазоне от 18 до 25 тысяч человек. Другие оценки количества жертв, доходившие до 500 тысяч человек, были названы комиссией преувеличенными или основанными на сомнительных источниках. Комиссия была создана государственными органами после того, как правая Национал-демократическая партия Германии, получив на выборах 2004 года места в парламенте Саксонии, начала публично сравнивать бомбардировки немецких городов с Холокостом, приводя цифры до 1 миллиона жертв.
Тоннаж бомб, сброшенных на Дрезден, был меньше, чем при бомбардировках других городов. Однако благоприятные погодные условия, здания с деревянными конструкциями, проходы, соединяющие подвалы смежных домов, а также неподготовленность города к последствиям авианалётов способствовали тому, что результаты бомбардировок оказались более разрушительными. В конце 2004 года пилот британских ВВС, принимавший участие в налётах, сказал в интервью Би-Би-Си, что другим фактором был слабый заградительный огонь сил ПВО, что позволило с высокой точностью поражать цели. По словам авторов документального фильма «Дрезденская драма», зажигательные бомбы, сброшенные на Дрезден, содержали напалм (но не фосфор).
По утверждению американских ВВС, проводивших бомбардировку, в послевоенное время бомбёжка Дрездена использовалась «коммунистами для антизападной пропаганды».
Общее число жертв бомбардировок союзников среди гражданского населения Германии оценивается в пределах 305—600 тысяч человек. Вопрос о том, способствовали ли эти бомбардировки скорейшему окончанию войны, является дискуссионным.

## Потери англо-американской авиации
Потери Королевских ВВС во время двух рейдов на Дрезден 13—14 февраля 1945 года составили 6 самолётов, кроме того, 2 самолёта потерпели крушение во Франции и 1 в Англии.
В доступных источниках приводятся подробности потери 8 самолётов (в том числе пяти британских, одного австралийского, одного канадского, одного польского):
- «Ланкастер» NF932, 550-я эскадрилья, столкнулся с «Ланкастером» PA185 над Линкольнширом вскоре после взлёта. Взорвался при попытке совершить аварийную посадку в поле. Все 7 членов экипажа погибли[43].
- «Ланкастер» PA185, 300-я (польская) эскадрилья, столкнулся с «Ланкастером» NF932 над Линкольнширом вскоре после взлёта. Все 7 членов экипажа погибли[44].
- «Ланкастер» LM682, 103-я эскадрилья, сбит зенитным огнём и разбился в районе Винтеркастена. Все 7 членов экипажа погибли (включая одного австралийца).[45]
- «Ланкастер» NG234, 463-я эскадрилья Королевских Австралийских ВВС, сбит зенитным огнём. 6 членов экипажа погибли (4 австралийца и 2 британца), 1 попал в плен[46].
- «Ланкастер» NG353, 186-я эскадрилья, сбит немецким ночным истребителем. Все 7 членов экипажа погибли (включая одного австралийца).[47]
- «Ланкастер» PB183, 405-я эскадрилья Королевских ВВС Канады, столкнулся в воздухе над Германией с «Ланкастером» PD232. 7 членов экипажа погибли, 1 попал в плен[48][49].
- «Ланкастер» PD232, 576-я эскадрилья, столкнулся в воздухе над Германией с «Ланкастером» PB183. Все 7 членов экипажа погибли[48][50]
- «Ланкастер» PB686, 115-я эскадрилья, разбился на территории Франции. 6 членов экипажа выжили, 1 погиб[51].

Людские потери Королевских ВВС в ходе налёта точно не известны. Обобщение вышеприведённых данных показывает, что по крайней мере 49 человек погибли и 2 попали в плен.
Американская авиация в ходе налёта на Дрезден и дополнительные цели безвозвратно потеряла 8 бомбардировщиков B-17 и 4 истребителя P-51. Людские потери составили 56 человек погибшими или пропавшими без вести
Таким образом, суммарные потери союзников составили около 20 самолётов и свыше 100 человек убитыми, пропавшими без вести и пленными.

## Свидетельства очевидцев
Жительница Дрездена Маргарет Фрейер вспоминала:

В огненном шквале раздавались стоны и крики о помощи. Всё вокруг превратилось в сплошной ад. Я вижу женщину — она до сих пор у меня перед глазами. В её руках свёрток. Это ребёнок. Она бежит, падает, и младенец, описав дугу, исчезает в пламени. Внезапно прямо передо мной возникают двое. Они кричат, машут руками, и вдруг, к ужасу моему, я вижу, как один за другим эти люди падают на землю (сегодня я знаю, что несчастные стали жертвами нехватки кислорода). Они теряют сознание и превращаются в золу. Безумный страх охватывает меня, и я все время повторяю: «Не хочу сгореть заживо!» Не знаю, сколько ещё людей попались на моем пути. Я знаю только одно: я не должна сгореть.

Танцовщица и учительница танцев Грет Палукка в 1925 году основала в Дрездене школу современных танцев и с того времени жила в Дрездене:

Тогда я пережила что-то страшное. Я жила в центре города, в доме, где я жила, почти все погибли, в том числе и потому, что боялись выйти. Мы ведь были в подвале, примерно шестьдесят три человека, и там я сказала себе — нет, так здесь можно погибнуть, так как это не было настоящим бомбоубежищем. Тогда я выбежала прямо в огонь и перепрыгнула через стену. Я и ещё одна школьница, мы были единственными, кто вышел. Тогда я пережила нечто страшное, а потом в Гроссен Гартен (парк в черте города) пережила ещё больший ужас, и мне понадобилось два года, чтобы его преодолеть. По ночам, если во сне я видела те картины, я всегда начинала кричать.

По воспоминаниям радиста британских ВВС, участвовавшего в налёте на Дрезден:

В то время, меня поразила мысль о женщинах и детях, находившихся внизу. Казалось, мы часами летели над морем огня, бушевавшего внизу — сверху это выглядело как зловещее красное свечение с тонким слоем дымки над ним. Помню, я сказал другим членам экипажа: «Боже мой, эти бедолаги внизу.» Это было совершенно необоснованно. И это невозможно оправдать.

## Реакция

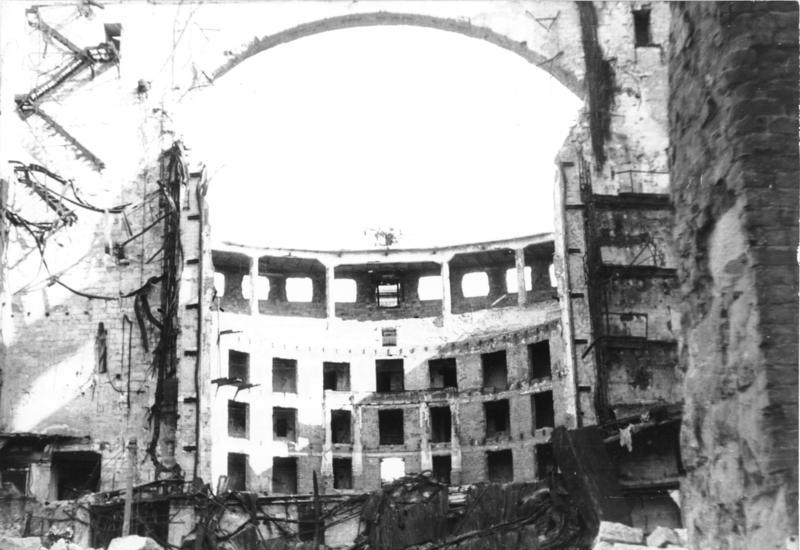
Разрушенный оперный театр. Фото из немецких архивов, 1945 год

В Германии Роберт Лей и Геббельс первоначально хотели использовать бомбардировки в качестве предлога для отказа от соблюдения Женевских конвенций на Западном фронте. Однако в итоге руководство Германии ограничилось эксплуатацией этой темы в пропагандистских целях. Немецкие дипломаты распространяли в нейтральных странах фотографии разрушений, погибших людей, детей, получивших сильные ожоги. По случайному совпадению за день до налётов на Дрезден немецкое дипломатическое ведомство направило в нейтральные страны документ, где Артур Харрис назывался «главным врагом Европы» и сторонником «бомбового террора».
16 февраля был выпущен пресс-релиз, где немецкая сторона заявила, что в Дрездене не было предприятий военной промышленности, он был местом расположения культурных ценностей и госпиталей. 25 февраля вышел новый документ с фотографиями двух обгоревших детей и с заголовком «Дрезден — бойня беженцев», где говорилось, что число жертв составило не сто, а двести тысяч человек. 4 марта в еженедельной газете Das Reich вышла статья, посвящённая исключительно разрушениям культурно-исторических ценностей.
Историк Фредерик Тейлор отмечает, что немецкая пропаганда имела успех, не только сформировав позицию в нейтральных странах, но и достигнув британской Палаты общин, где Ричард Стоукс оперировал сообщениями немецкого информационного агентства.
На брифинге для прессы, проведённым Верховным штабом союзных экспедиционных сил представитель британских ВВС Колин Маккей Грирсон заявил журналистам: «Прежде всего, они [Дрезден и другие города] являются центрами, куда прибывают эвакуируемые. Это центры коммуникаций, через которые осуществляется движение по направлению к русскому фронту, и с западного фронта к восточному, и они располагаются достаточно близко к русскому фронту для того, чтобы продолжать успешное ведение боёв. Я считаю, что эти три причины вероятно объясняют проведение бомбардировки». Один из журналистов спросил, в чём заключалась основная цель, во внесении беспорядка в проведение эвакуации или в уничтожении коммуникаций, служащих для военных нужд. Грирсон ответил, что главной целью ударов были коммуникации, чтобы помешать их использованию и остановить движение во всех направлениях, если возможно. Он также добавил, что авианалёт помог уничтожению «остатков немецкого морального духа». Позже военный корреспондент Associated Press Говард Коэн в своём газетном материале заявил, что союзники прибегли к помощи террора. Данная тема была освещена в редакционных статьях, и противник бомбардировок немецких городов Ричард Стоукс поднимал этот вопрос на заседаниях Палаты общин.
Черчилль, ранее поддержавший проведение бомбардировок, дистанцировался от них. 28 марта в проекте меморандума, отправленного телеграммой генералу Гастингсу Исмэю, он сообщил: «Мне представляется, что наступил момент, когда следует пересмотреть вопрос о бомбардировках немецких городов, проводимых под разными предлогами ради возрастания террора. В противном случае мы получим под свой контроль полностью разорённое государство. Разрушение Дрездена остаётся серьёзным предлогом против проведения бомбардировок союзниками. Я придерживаюсь мнения, что впредь военные цели должны определяться более строго в наших собственных интересах, нежели в интересах противника. Министр иностранных дел сообщил мне об этой проблеме и я считаю, что необходимо более тщательно сосредоточиться над такими военными целями как нефть и коммуникации непосредственно за зоной боевых действий, нежели над явными актами террора и бессмысленных, хотя и впечатляющих, разрушений».
Ознакомившись с содержанием телеграммы Черчилля, 29 марта Артур Харрис направил ответ в министерство авиации, где заявил, что бомбардировки были стратегически оправданы и «все оставшиеся немецкие города не стоят жизни одного британского гренадера». После протестов со стороны военных Черчилль 1 апреля написал новый текст в смягчённой форме.

## Вопрос об отнесении к военным преступлениям

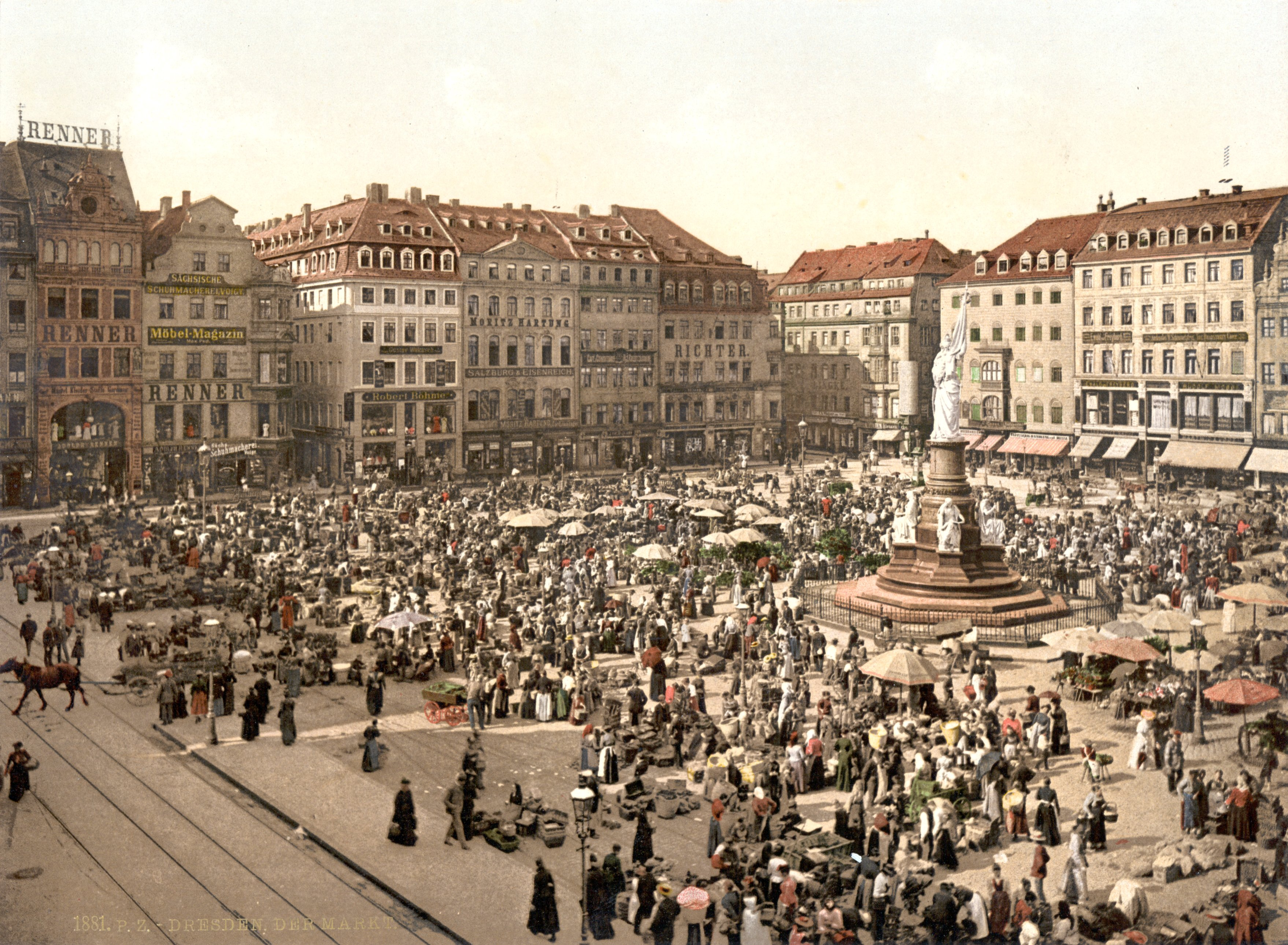
Площадь Altmarkt до разрушения. Фотография сделана в 1881 году., Библиотека Конгресса США

Существуют различные мнения по поводу того, следует ли относить бомбардировки к военным преступлениям.
Согласно мнению ВВС США, Дрезден был легитимной целью бомбардировок. Город являлся седьмым по численности населения и третьим по величине транспортным центром Германии и к февралю 1945 не подвергся сколь-нибудь существенным бомбёжкам союзной авиации. На 110 промышленных предприятиях города, занятых производством военной продукции, трудилось около 50 тысяч человек. Также город находился в зоне ожидаемого соединения советских и американских войск. Кроме того, потери среди гражданского населения при бомбёжках Дрездена примерно соответствовали потерям при налётах на другие немецкие города.
Немецкий писатель, лауреат Нобелевской премии по литературе Гюнтер Грасс и бывший редактор The Times Саймон Дженкинс считают, что бомбардировки были военным преступлением. Дженкинс также относит бомбардировки к преступлениям против человечности. Президент организации Genocide Watch Грегори Стэнтон пишет, что наряду с Холокостом бомбардировки Дрездена и ядерные удары по Хиросиме и Нагасаки также были военными преступлениями и актами геноцида.
Американский журналист и литературный критик Кристофер Хитченс выразил мнение, что бомбардировки многих немецких жилых кварталов, служивших в качестве живых мишеней, проводились исключительно для того, чтобы новые экипажи самолётов могли отработать практику бомбометания. По его мнению, союзники сжигали немецкие города в 1944—1945 годах только потому, что в состоянии были это сделать.
В своей книге немецкий историк Йорг Фридрих отметил, что, по его мнению, бомбардировки городов были военным преступлением, так как в последние месяцы войны они не были продиктованы военной необходимостью. В 2005 году Фридрих отметил, что «это была абсолютно излишняя в военном смысле бомбардировка», «акт ничем не оправданного террора, массового уничтожения людей и терроризирования беженцев». Немецкий историк Иоахим Фест также считает, что бомбардировки Дрездена не были необходимы с военной точки зрения.
Политики-националисты в Германии используют выражение Bombenholocaust («бомбовый Холокост») применительно к бомбардировкам немецких городов союзниками. Деятель Национал-демократической партии Германии Хольгер Апфель назвал бомбардировки «хладнокровно спланированным индустриально-массовым уничтожением немцев».
Британская газета «The Daily Telegraph» в 2005 году привела мнение пастора церкви Фрауэнкирхе Штефана Фрица о сравнении бомбардировки с Холокостом: «простые жители Дрездена ставят знак равенства между бомбёжками немецких городов и уничтожением евреев». Фриц добавил, что его сограждане вместе с тем считают бомбардировки «одним из эпизодов освобождения Германии от нацизма».
«Дрезден не был невинным городом, он был нацистским городом, как и все прочие».
Вопрос отнесения бомбардировки Дрездена к военным преступлениям не имеет смысла без рассмотрения вместе с фактами бомбардировок таких городов, как Вюрцбург, Хильдесхайм, Падерборн, Пфорцгейм, не имевших никакого военного значения, совершённых по идентичной схеме, и также практически полностью уничтоженных. Бомбардировки этих и многих других городов были совершены после бомбардировки Дрездена.

## Отражение в культуре

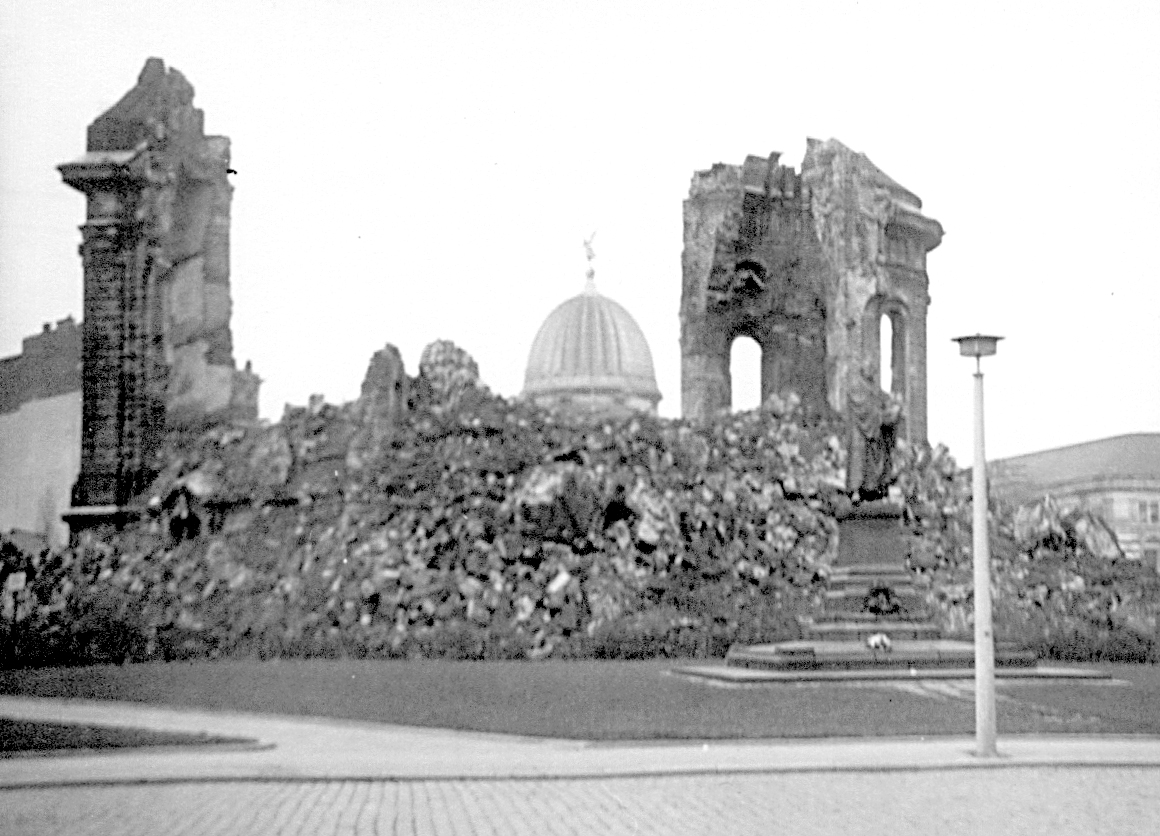
Памятник «Фрауэнкирхе». Автор Рольф ван Мелис, июнь 1970

- Бомбардировка Дрездена лежит в центре сюжета антивоенного романа «Бойня номер пять, или Крестовый поход детей» (1969) Курта Воннегута. По мнению писателя, бомбардировки не были вызваны военной необходимостью. Роман подвергся цензуре в США. Бомбардировка Дрездена проходит через все творчество Воннегута («Сирены Титана», «Колыбель для кошки»). Курт, будучи военнопленным, участвовал в разборе завалов Дрездена после бомбардировки, это произвело на него неизгладимое впечатление[73][74].
- После войны многие памятники культуры были восстановлены. Одним из символов города стала восстановленная после объединения Германии церковь «Фрауэнкирхе».
- В 1985 году в СССР вышел в свет роман Юрия Слепухина «Сладостно и почётно», одним из центральных эпизодов которого является бомбардировка Дрездена.
- В польском фильме 1961 года «Сегодня ночью погибнет город» (режиссёр Ян Рыбковский) глазами находящихся в центре города героев продемонстрировано несколько бомбардировок Дрездена и их последствия, заключающиеся в почти полном уничтожении города и превращении его в руины.
- В 2005 году в российском издательстве АСТ вышел роман Олега Курылёва «Руна смерти», где бомбардировка Дрездена занимает большое место и показана как бы изнутри — глазами главного героя, находившегося в тот момент в самом центре Дрездена.
- В 2006 году на ZDF (2-й канал немецкого телевидения) был показан фильм «Dresden — The Inferno» (режиссёр Роланд Зузо Рихтер[англ.]), события в котором разворачиваются на фоне бомбардировки города. Фильм описывает историю любви пилота британских ВВС, сбитого над городом, и немецкой медсестры[75].
- В романе Джонатана Сафрана Фоера «Жутко громко и запредельно близко» (2007) о трагедии 9/11 в США второстепенная сюжетная линия связана с бомбардировкой Дрездена — она играет роковую роль в отношениях бабушки и дедушки главного героя и влияет на дальнейшую жизнь всей семьи.
- Начало романа «Бикини» писателя Януша Вишневского происходит в Дрездене в момент бомбардировок.
- Бомбардировка города упоминается в одной из песен группы Anacondaz: «Бойня номер шесть» из альбома «Мои дети не будут скучать»
- В октябре 2023 (см. Вторжение ХАМАС в Израиль (2023)) в эфире SkyNews ведущий упомянул гуманитарную катастрофу в Газе из-за отключения Израилем электричества, на что присутствовавший экс-премьер Израиля Беннет резко ответил: «Вы серьёзно продолжаете спрашивать меня о палестинских гражданских? Что с вами не так? Вы что, не видели, что случилось? Мы сражаемся с нацистами… Когда Великобритания воевала во Второй мировой, никто не спрашивал, что происходило в Дрездене. Потому что там были нацисты, чьей целью был Лондон»[76].
- В 7-м эпизоде второго сезона аниме-сериала «Невеста чародея» упоминается бомбардировка Дрездена.
- В 24-м эпизоде 5-го сезона сериала «Доктор Хаус» Грегори Хаус спрашивает у ассистентов: «Что повреждает сердце двадцатилетнего парня настолько, что оно стреляет тромбами, как при бомбёжке Дрездена?».[источник не указан 565 дней]

## Память
В мае 2006 года на телеканале РТР вышел документальный фильм «Дрезден. Хроника трагедии», где со ссылкой на рассекреченные документы Ялтинской конференции говорится, что на конференции в письменном виде была вручена просьба о бомбардировке железнодорожных узлов Берлина и Лейпцига. Документально подтверждённых просьб о бомбардировке Дрездена с советской стороны не поступало. Согласно фильму, ежегодно 13 февраля в 22:10 в Восточной и Центральной Германии звонили церковные колокола в память о жертвах. После того, как это стало практиковаться в Западной Германии, Государственный департамент США заявил, что бомбардировка проводилась по просьбе СССР.
13 февраля 2010 года в День памяти о погибших при бомбардировке, от 5000 до 6700 неонацистов (на 3000 меньше, чем ожидалось), планировавшие провести демонстрацию в Альтштадте — историческом центре Дрездена, были блокированы на противоположном берегу Эльбы демонстрантами левого движения. По сообщениям газет «Morgen Post» и «Sächsische Zeitung» от 20 до 25 тысяч жителей города и приезжих вышли на улицы Дрездена, чтобы противостоять ультраправым. «Живая цепь», протянувшаяся вокруг исторического центра города, где находится и дрезденская синагога, состояла, по разным источникам, из от 10 до 15 тысяч человек. Для поддержания порядка министерством внутренних дел Саксонии, а также других федеральных земель, было выставлено около семи с половиной тысяч полицейских (первоначально планировалось шесть тысяч) с бронетехникой и вертолётами.